# Utersum
Utersum (Fering North Frisian: Ödersem, Tiếng Đan Mạch: Yttersum) là một đô thị trên đảo Föhr thuộc huyện Nordfriesland, bang Schleswig-Holstein, Đức.